# UDDI
UDDI(Universal Description, Discovery and Integration)는 웹 서비스 관련 정보의 공개와 탐색을 위한 표준이다. 서비스 제공자는 UDDI라는 서비스 소비자에게 이미 알려진 온라인 저장소에 그들이 제공하는 서비스 목록들을 저장하게 되고, 서비스 소비자들은 그 저장소에 접근함으로써 원하는 서비스들의 목록을 찾을 수 있게 된다.

## 역사
UDDI는 2000년 8월에 작성되었으며, 이 당시 제작자들은 공용 또는 개인 동적 중개 시스템을 통해 웹 서비스의 소비자들을 제공자들과 연결시키는 꿈을 꾸었다.
UDDI는 웹 서비스 인프라의 중심 기둥으로서 WS-I 표준에 포함되었다.

## 구조
UDDI 비즈니스 등록은 다음과 같이 세 가지 구성 요소를 갖는다.
- 화이트 페이지(White Pages) — 주소, 연락처 등의 알려져 있는 식별자
- 옐로 페이지(Yellow Pages) — 표준 분류법을 기반으로 한 산업 분류
- 그린 페이지(Green Pages) — 비즈니스를 통해 노출된 서비스에 대한 기술 정보

## 같이 보기
- XML-RPC